# Lịch sử cơ học cổ điển
Cơ học cổ điển là một phần của cơ học, một lĩnh vực của vật lý học. Các vấn đề cơ bản của nó có từ thời Hy Lạp cổ đại, nó phát triển rực rỡ nhất vào thế kỷ 17 và thế kỷ 18. Đến cuối thế kỷ 19, nó bộc lộ nhiều vấn đề và dần bị thay thế. Ngày nay, nó hòa nhập vào các lĩnh vực khác.

## Thời cổ đại

Định luật của Aristotle về chuyển động. Trong tác phẩm Vật lý ông đã cho răng các vật rơi tỷ lệ thuận với trọng lượng của chúng và tỷ lệ nghịch với mật dộ chất lỏng mà chúng ở trong đó. Đây là sự xấp xỉ cho các vật khi rơi trong môi trường không khí hoặc nước với lực hấp dẫn của Trái Đất.

Nhà triết học người Hy Lạp Aristotle đã là một trong những người đề xuất những nguyên lý trừu tượng điều khiển tự nhiên. Ông đã tranh luận rằng những vật thể trên mặt đất lên hay xuống theo "vị trí tự nhiên" của chúng và thể hiện ra như một quy luật về sự xấp xỉ đúng rằng tốc độ của một vật khi rơi xuống tỷ lệ với khối lượng của chúng và tỷ lệ nghịch với mật độ bề mặt lỏng nơi chúng rơi, trong tác phẩm Bàn về các Thiên đường.
Aristotle đã tin vào logic và những quan sát của mình. Thế nhưng, 1800 năm sau, Francis Bacon đã phát triển phương pháp khoa học của sự thí nghiệm, cái mà ông gọi là sự phật ý của tự nhiên.
Aristotle đã nhìn thấy sự phân biệt giữa "chuyển động tự nhiên" và "chuyển động có tác động", và ông ấy tin rằng trong một khoảng trống (ví dụ như một vacuum) một vật đứng yên thì sẽ mãi đứng yên và một vật trong chuyển động sẽ lại tiếp tục chuyển động của nó. Bằng suy nghĩ này, Aristotle là người đầu tiên đã tiếp cận cái gì đó tương tự quán tính. Tuy nhiên, ông tin rằng một vacuum sẽ trở nên không tưởng bởi vì không khí bao quanh sẽ bao lấp vào đó một cách lập tức. Ông cũng tin rằng một vật thể sẽ dừng chuyển động trong một hướng bất tự nhiên một khi những lực được sử dụng cũng không còn nữa. Sau đó, những người đi theo tư tưởng của Aristotle đã phát triển một cách giải thích kỹ lưỡng để giải thích tại sao một mũi tên sẽ tiếp tục bay trong không khí sau khi nó đã rời khỏi cung. Họ cũng đề xuất rằng một mũi tên sẽ thiết kế một khoảng trống ở xung quanh nó, trở thành thứ mà không khí sẽ chiếm lấy ở phía sau cái tên. Những niềm tin của Aristotle đã tạo ra được ảnh hưởng nhờ sự giảng dạy của Plato về sự hoàn hảo của những chuyển động đồng thức theo đường tròn. Như một kết quả, Palto quan niệm về một trật tự tự nhiên các chuyển động của thiên đường sẽ hoàn hảo một cách cần thiết, trong sự tương phản đối với thế giới mặt đất với những biến chuyển các yếu tố, nơi các vật thể độc lập sinh ra rồi mất đi.
Galileo Galilei đã quan sát sau này rằng "Sức cản của không khí thể hiện trong hai đường: tạo ra sự trở kháng lớn hơn trong vật thể ít dày đặc hơn hơn trong vật thể dày đặc hơn và tiếp theo là tạo ra một sự cản trở cho một vật thể trong chuyển động nhanh lớn hơn cùng vật thể đó trong chuyển động chậm.

## Thời kỳ Trung Cổ
Tu sĩ người Pháp Jean Buridan đã phát triển Lý thuyết xung lực. Albert xứ Saxony, Tổng giám mục Halberstadt, đã phát triển lý thuyết này xa hơn.

## Thời kỳ hiện đại - sự hình thành của cơ học cổ điển
Mọi thứ có lẽ sẽ chỉ dậm chân tại chỗ nếu như Galileo Galilei không phát triển các kính viễn vọng và thực hiện những quan sát quan trọng. Nhờ những quan sát của Galilei, có một sự thật được phát hiện ra: các thiên đường không hoàn hảo, không bất động. Chấp nhật thuyết nhật tâm của Nikolaus Copernicus, Galilei tin răng Trái Đất cũng giống như các hành tinh khác. Thêm vào đó, ông còn biểu diễn một thí nghiệm rất nổi tiếng khi ông thả hai quả cầu từ Tháp Pisa (Lý thuyết và thực hành cho thấy rằng chúng chạm đến mặt đất ở cùng thời điểm). Mặc dù sự thực về cuộc thí nghiệm vẫn còn gây tranh cãi, Galilei đã thực hiện các thí nghiệm định lượng bằng việc cho lăn các quả cầu trên mặt phẳng nghiên; lý thuyết chính xác của ông về chuyển động nhanh dần đều có xuất phát rõ ràng từ những thí nghiệm như thế. Galilei cũng tìm ra rằng một vật thể rơi theo chiều dọc chạm đến mặt đất vào cùng thời điểm với một vật thể dự kiến theo chiều ngang, vì thế một Trái Đất khi quay một cách đồng nhất sẽ vẫn có những vật thể rơi xuống mặt đất dưới tác dụng của trọng lực. Đáng chú ý hơn, ý kiến này đã khẳng định rằng những chuyển động đồng nhất là không rõ ràng so với phần còn lại, từ đó tạo ra nền tảng về thuyết tương đối.
Isaac Newton là người đầu tiên thống nhất ba định luật về chuyển động (định luật quán tính, định luật thứ hai được đề cập ở trên, định luật thứ ba về chuyền tác động và phản tác động) và chứng minh ba định luật này điều hành cả các vật thể trên Trái Đất và hành tinh. Newton và hầu hết những nhà khoa học đương thời, như Christiaan Huygens, đã hy vọng rằng cơ học cổ điển sẽ hữu dụng trong việc giải thích tất cả các vật thể, bao gồm (trong quang hình học) ánh sáng. Cách giải thích của Newton về vòng Newton đã tránh những nguyên lý về sóng và đề xuất rằng các hạt ánh sáng thay đổi hoặc bị kích thích bởi thủy tinh hoặc sự cộng hưởng.
Newton cũng phát triển tính toán cần thiết để biểu diễn toán học cho cơ học cổ điển. Tuy nhiên, Gottfried Leibniz, độc lập với Newton, phát triển một tính toán với lưu ý về đạo hàm và tích phân được sử dụng ngày nay. Cơ học cổ điển đã nhắc đến lý thuyết điểm của Newton trong đạo hàm thơi gian.
Leonhard Euler đã mở rộng các định luật của Newton từ các hạt cho đến các vật rắn với hai định luật bổ sung. Làm việc với các vật thể rắn chịu tác động của các lực đã dẫn đến biến dạng có thể nhận thấy được. Ý tưởng này đã được kết nối bởi Euler vào năm 1727. Vào năm 1782, Giordano Riccati đã bắt đầu xác định độ đàn hồi của vài vật thể, tiếp nối sau đó bởi Thomas Young. Simeon Poisson đã mở rộng nghiên cứu cho chiều thứ ba vơi tỷ lệ Poisson. Gabriel Lamé đã ứng dụng nghiên cứu vào việc đảm bảo sự chắc chắn của vật thể và giới thiệu thông số Lamé. Những hệ số này đã thiết lập độ đàn hồi tuyến tính và khởi đầu lĩnh vực cơ khí continuum.
Sau Newton, sự tạo hình lại đã cho phép dần dần đã cho phép các giải pháp để có kết quả tốt hơn rất nhiều cho vấn đề. Đầu tiên có thể kể tới Joseph Louis Lagrange. Nhà toán học này đã phát triển cơ học Lagrange. Trong cơ học này sử dụng con đường của các hành động tối thiểu và đi theo tính toán của các biến số. William Rowan Hamilton đã tạo hình lại cơ học Lagrange vào năm 1833. Sự thuận lợi của cơ học Hamilton là khung của nó cho phép một cái nhìn sâu hơn vào các nguyên lý cơ bản. Hầu như khung của cơ học Hamilton có thể được thấy trong cơ học lượng tử tuy nhiên ý nghĩa thực sự của khái niệm này khác với những tác động lượng tử.
Mặc dù cơ học cổ điển tương thích đối với các lý thuyết của vật lý cổ điển như là điện động lực học cổ điển hay nhiệt động lực học cổ điển, có một vài khó khăn đã được khám phá trong cuối thế kỷ 19 phải được giải quyết bằng vật lý hiện đại hơn. Khi kết hợp với nhiệt động lực học cổ điển, cơ học cổ điển đã dẫn dắt đến nghịch lý Gibbs, nghịch lý cho rằng entropy không phải là một số lượng được xác định tốt. Cũng như các thí nghiệm chạm đến mức độ nguyên tử, cơ học cổ điển đã thất bại trong việc giải thích, kể cả ở mức độ gần tiệm cận đến, cả những thứ cơ bản như là cấp độ năng lượng và kích thước của các nguyên tử. Nõ lực của việc giải quyết những vấn đề này đã dẫn đến sự phát triển của cơ học lượng tử . Tương tự như vậy, sự đối xử khác biệt với điện từ cổ điển và cơ học cổ điển dưới tốc độ chuyển đổi đã dẫn đến thuyết tương đối.

## Ngày nay
Ở cuối thế kỷ 20, cơ học cổ điển trong vật lý không còn là một lý thuyết độc lập nữa. Cùng với điện từ cổ điển, nó đắm vào cơ học lượng tử tương đối hay lý thuyết trường lượng tử . Nó xác định giới hạn cơ học không lượng tử, không tương đối cho nhiều hạt lớn.
Cơ học cổ điển đã trở thành một nguồn cảm hứng cho các nhà toán học. Việc nhận ra rằng không gian pha trong cơ học cổ điển cho phép mô tả tự nhiên như là một đa tạp (thực vậy, một bó Cotangent trong hầu hết các trường hợp của mối quan tâm vật lý) và hình học đối xứng, thứ có thể được nghĩ đến như là một môn học của các vấn đề toàn cầu của cơ học Hamilton, trở thành một mảnh đất màu mỡ của nghiên cứu từ thập niên 1980.